# Norvég férfi jégkorong-válogatott
A norvég férfi jégkorong-válogatott Norvégia nemzeti csapata, amelyet a Norvég Jégkorongszövetség (norvégul: Norges Ishockeyforbund) irányít. A válogatott 1937-ben jött létre, eddig egyetlen világversenyen sem szerzett érmet. Legnagyobb sikerük az 1951-es jégkorong-világbajnokságon elért 4. hely, legjobb olimpiai helyezésük 8. hely 1972-ben és 2018-ban.

## Története
A Norvég Jégkorongszövetséget 1934-ben alapították, és az ezt követő évben lett tagja a Nemzetközi Jégkorongszövetségnek. A szükséges anyagi támogatás hiánya miatt azonban a norvég válogatott csak az 1937-es jégkorong-világbajnokságon mutatkozott be.
A második világháború megakadályozta a jégkorong fejlődését Norvégiában, új klubok csak a háború után jöttek létre, és ekkor a kellő infrastruktúra is megépült az országban. A fordulópontot a Jordal Amfi korszerű stadion átadása jelentette. A válogatott egyre jobb eredményeket ért el a nemzetközi színtéren, első győzelmét az 1949-es jégkorong-világbajnokságon szerezte Belgium ellen.
1951-ben a kanadai Bud McEachern került a válogatott élére, aki az akkori játékosokhoz illő fizikális játékot népszerűsítette. Az 1951-es jégkorong-világbajnokságon Norvégia az Egyesült Államokat és Nagy-Britanniát is megverte, végül a 4. helyen végzett. A válogatott először 1952-ben vett részt olimpián házigazdaként.
Az 1960-as években a sport hazai népszerűsége ellenére a válogatott gyengén teljesített, ami főleg a norvég körülmények romlásának tudható be. Ennek hatására az 1965-ös jégkorong-világbajnokság után a válogatott hosszú ideig a B csoportban szerepelt, de az 1964. és 1968. évi téli olimpiai játékokon még részt vett. Az 1970-es években a válogatott teljesítménye tovább romlott, néhány világbajnokságon csak a C csoportban szerepeltek.
Az 1980-as években jelentős svéd hatás érvényesült a válogatottban, az 1990-es évek elején pedig a válogatott visszatért a főcsoportba. A 2000-es évek elején a válogatott újra a Divízió I-ben szerepelt, a szövetség azonban kitartott a 2001-ben kinevezett Roy Johansen mellett, akinek az irányítása alatt a válogatott lassú fejlődésen ment keresztül és stabilizálta helyét a főcsoportban, 2012-re pedig már az IIHF-ranglista 8. helyét foglalta el. Johansen 2016-ban távozott a válogatott éléről, helyét Petter Thoresen vette át.

## Eredmények
1920 és 1968 között a téli olimpia minősült az az évi világbajnokságnak is. Ezek az eredmények kétszer szerepelnek a listában.

### Világbajnokság
- 1920–1936 – nem vett részt
- 1937 – 9. hely
- 1938 – 13. hely
- 1939 – nem vett részt
- 1947 – nem vett részt
- 1948 – nem vett részt
- 1949 – 8. hely
- 1950 – 6. hely
- 1951 – 4. hely
- 1952 – 9. hely
- 1953 – nem vett részt
- 1954 – 8. hely
- 1955 – nem vett részt
- 1956 – 12. hely (B csop., 2. hely)
- 1957 – nem vett részt
- 1958 – 7. hely
- 1959 – 8. hely
- 1960 – 9. hely (B csop., 1. hely)
- 1961 – 10. hely
- 1962 – 5. hely
- 1963 – 9. hely (B csop., 1. hely)
- 1964 – 10. hely (B csop., 2. hely)
- 1965 – 8. hely
- 1966 – 12. hely (B csop., 4. hely)
- 1967 – 11. hely (B csop., 3. hely)
- 1968 – 11. hely (B csop., 3. hely)
- 1969 – 11. hely (B csop., 5. hely)
- 1970 – 9. hely (B csop., 3. hely)
- 1971 – 10. hely (B csop., 4. hely)
- 1972 – 13. hely (B csop., 7. hely)
- 1973 – 15. hely (C csop., 1. hely)
- 1974 – 13. hely (B csop., 7. hely)
- 1975 – 15. hely (C csop., 1. hely)
- 1976 – 11. hely (B csop., 3. hely)
- 1977 – 12. hely (B csop., 4. hely)
- 1978 – 14. hely (B csop., 6. hely)
- 1979 – 12. hely (B csop., 4. hely)
- 1981 – 14. hely (B csop., 6. hely)
- 1982 – 12. hely (B csop., 4. hely)
- 1983 – 12. hely (B csop., 4. hely)
- 1985 – 15. hely (B csop., 7. hely)
- 1986 – 17. hely (C csop., 1. hely)
- 1987 – 10. hely (B csop., 2. hely)
- 1989 – 9. hely (B csop., 1. hely)
- 1990 – 8. hely
- 1991 – 10. hely (B csop., 2. hely)
- 1992 – 10. hely
- 1993 – 9. hely
- 1994 – 11. hely
- 1995 – 10. hely
- 1996 – 10. hely
- 1997 – 12. hely
- 1998 – 21. hely (B csop., 5. hely)
- 1999 – 12. hely
- 2000 – 10. hely
- 2001 – 15. hely
- 2002 – 22. hely (Divízió I B, 3. hely)
- 2003 – 20. hely (Divízió I B, 2. hely)
- 2004 – 20. hely (Divízió I A, 2. hely)
- 2005 – 17. hely (Divízió I A, 1. hely)
- 2006 – 11. hely
- 2007 – 14. hely
- 2008 – 8. hely
- 2009 – 11. hely
- 2010 – 9. hely
- 2011 – 6. hely
- 2012 – 8. hely
- 2013 – 10. hely
- 2014 – 12. hely
- 2015 – 11. hely
- 2016 – 10. hely
- 2017 – 11. hely
- 2018 – 13. hely
- 2019 – 12. hely

### Olimpiai játékok
- 1920–1948 – nem vett részt
- 1952 – 9. hely
- 1956 – nem jutott ki
- 1960 – nem jutott ki
- 1964 – 10. hely
- 1968 – 11. hely
- 1972 – 8. hely
- 1976 – nem jutott ki
- 1980 – 11. hely
- 1984 – 12. hely
- 1988 – 12. hely
- 1992 – 9. hely
- 1994 – 11. hely
- 1998 – nem jutott ki
- 2002 – nem jutott ki
- 2006 – nem jutott ki
- 2010 – 10. hely
- 2014 – 12. hely
- 2018 – 8. hely
- 2022 – nem jutott ki